# Cheiracanthium melanostomum
Cheiracanthium melanostomum is een spinnensoort uit de familie Cheiracanthiidae.
De wetenschappelijke naam van de soort werd in 1895 als Eutittha melanostoma gepubliceerd door Tord Tamerlan Teodor Thorell.